# Сімпсони (сезон 35)
Тридцять п'ятий сезон мультсеріалу «Сімпсони» транслювався у США на телеканалі «Fox» з 1 жовтня 2023 до 19 травня 2024 року. Серіал продовжено на 35 і 36 сезони 26 січня 2023 року.
Запрошеними зірками сезону були: Дік Ван Дайк («McMansion & Wife»), Кайлі Дженнер («Treehouse of Horror XXXIV»), Карен Ґіллан і Девід Теннант («Ae Bonny Romance») тощо.
Також цього сезону:
- у прем'єрній серії «Homer's Crossing» Гомер випадково зголосився на посаду охоронця шкільного перехрестя[4];
- в епізоді «A Mid-Childhood Night's Dream» Мардж пережила низку кошмарів про те, що дитинство юного Барта добігає кінця[4];
- а також за шістдесят років у майбутньому Ліса розповіла історію про те, як Гомера визнали цапом-відбувайлом за відключення електроенергії, яке занурило Спрінґфілд у темряву за кілька днів до Дня подяки («It's a Blunderful Life»)[4].

## Виробництво
Через страйк Гільдії сценаристів Америки з травня до жовтня 2023 року виробництво сезона було призупинено. Як наслідок, кільксть серій у сезоні скорочено до 18, а протягом сезона були кількатижневі перерви між епізодами. Зокрема у січні 2024 року шоу взяло перерву й утрималося від виходу нових серій цього місяця. Це перший сезон мультсеріалу, який зробив паузу в січні.
Першим епізодом, який виробили у короткі строки (5,5 місяців) після страйка, став «Clan of the Cave Mom».

## Нагороди та номінації
Сезон було номіновано на премію «Еммі». Серію «Night of the Living Wage» номіновано в категорії «Найкраща анімаційна передача» 2024 року. Також Генка Азарію було номіновано за «Найкраще озвучування» в епізоді «Cremains of the Day».

## Список серій
| № серії (загалом) | № серії (в сезоні) | Назва серії                                                                                | Режисер(и)           | Сценарист(и)                                 | Оригінальна дата показу | Код серії | Глядачів в США (млн) |
| --- | ------------------ | ------------------------------------------------------------------------------------------ | -------------------- | -------------------------------------------- | ----------------------- | --------- | -------------------- |
| 751 | 1                  | «Homer's Crossing» «Перехрестя Гомера»                                                     | Стівен Дін Мур       | Сезар Мезаріегос                             | 1 жовтня 2023           | OABF18    | 3,58                 |
| Гомер випадково зголосився стати охоронцем шкільного перехрестя. Коли Гомер рятує Ральфа Віґґама від катастрофи, його шкільна група безпеки отримує фінансування з міського бюджета. Однак, коли вони отримують занадто багато фінансування, охоронці перехрестя стають силою, якої варто побоюватися. |                    |                                                                                            |                      |                                              |                         |           |                      |
| 752 | 2                  | «A Mid-Childhood Night's Dream» «Сон ночі середини дитинства»                              | Метью Фонан          | Керолін Омайн                                | 8 жовтня 2023           | OABF16    | 1,17                 |
| Через харчове отруєння і нервову розмову із вчителькою Барта Мардж переживає низку кошмарів про те, що дитинство юного Барта добігає кінця, і що скоро її діти виростуть… Запрошені зірки: Керрі Вашингтон в ролі Рейшел Пейтон |                    |                                                                                            |                      |                                              |                         |           |                      |
| 753 | 3                  | «McMansion & Wife» «Маєток і дружина»                                                      | Деббі Махан          | Ден Веббер                                   | 22 жовтня 2023          | OABF20    | 1,06                 |
| Новий сусід Сімпсонів Тайєр обсипає Гомера добротою, і дає покористуватися новим спортивним авто в автосалоні, яким він володіє. Однак, це все для того, щоб без згоди сусідів зробити грандіозний ремонт свого будинку… Тим часом Ліса нейтралізує Нельсона після того, як він безконтрольно починає знущатися. Запрошені зірки: Розалі Чіан в ролі Г'юберта Вонґа, Дік Ван Дайк в ролі самого себе (сцена на дивані) |                    |                                                                                            |                      |                                              |                         |           |                      |
| 754 | 4                  | «Thirst Trap: A Corporate Love Story» «Пастка для спраглого: корпоративна історія кохання» | Тімоті Бейлі         | Роб Лазебник                                 | 29 жовтня 2023          | OABF21    | 1,12                 |
| Серія — пародія на документальні фільми. Молода генеральна директорка, що покинула коледж, приймає філософію Кремнієвої долини «вдавай, поки не зробиш правдою» і зачаровує містера Бернса. Він вирішує фінансувати її дуже сумнівний проєкт мрії. Запрошені зірки: Елізабет Бенкс в ролі Персефони; Кен Бернс, Пітер Джексон, Крістіан Аманпур, Пітер Койоті, Ендрю Росс Соркін і Кара Свішер в ролі самих себе |                    |                                                                                            |                      |                                              |                         |           |                      |
| 755 | 5                  | «Treehouse of Horror XXXIV» «Будиночок жахів на дереві XXXIV»                              | Роб Олівер           | Джефф Вестбрук, Джессіка Конрад і Ден Веббер | 5 листопада 2023        | OABF17    | 4,64                 |
| «Wild Barts Can't Be Token» (укр. «Дикий Барт ніколи не є токеном») ― Барта перетворюють на NFT і, щоб його врятувати, Мардж має здолати блокчейн. «Ei8ht» (укр. «Вісім») ― Щоб розшукати жахливого серійного вбивцю, доросла Ліса звертається до вбивці зі свого минулого — Другого Номера Боба… «Lout Break» (укр. «Епідемія незграб») ― Спалах захворювання перетворює Спрінґфілдців на чуму ледачих Гомеро-подібних недоумків, які люблять пиво. Запрошені зірки: Келсі Греммер в ролі Другого Номера Боба, Метью Френд в ролі Джиммі Феллона, Кайлі Дженнер в ролі самої себе |                    |                                                                                            |                      |                                              |                         |           |                      |
| 756 | 6                  | «Iron Marge» «Залізна Мардж»                                                               | Метью Фонан          | Майк Скаллі                                  | 12 листопада 2023       | OABF22    | 1,92                 |
| Коли Барт і Ліса купують шпигунський набір собі замість гарного подарунка Мардж на день народження, вони цим розбивають їй серце. Тепер діти повинні покопатися в минулому своєї матері, щоб показати, що вони справді її знають. Тим часом Гомер навіює паніку сусідам звітуючи у мобільному додатку про всі потенційні небезпеки. Він дуже хоче здобути першість у цьому. Запрошені зірки: Меган Маллаллі в ролі Сари Віґґам |                    |                                                                                            |                      |                                              |                         |           |                      |
| 757 | 7                  | «It's a Blunderful Life» «Це помилкове життя»                                              | Метью Настюк         | Елізабет Кірнан Аверік                       | 19 листопада 2023       | OABF19    | 1,11                 |
| За шістдесят років у майбутньому Ліса розповідає історію про те, як Гомера визнали цапом-відбувайлом за відключення електроенергії, яке занурило Спрінґфілд у темряву за кілька днів до Дня подяки… |                    |                                                                                            |                      |                                              |                         |           |                      |
| 758 | 8                  | «Ae Bonny Romance» «Один красивий роман»                                                   | Метью Настюк         | Майкл Прайс                                  | 3 грудня 2023           | 35ABF02   | 2,04                 |
| Коли завгоспа Віллі викрадають до Шотландії, Барт, який згуртувався із завгоспом, і Сімпсони йдуть услід. Вони дізнаються, що насправді це призначене весілля Віллі — найгірший кошмар Гомера, який через це свариться із Мардж. Запрошені зірки: Карен Ґіллан в ролі Мейсі, Девід Теннант в ролі Татка МакВелдона, Пол Гіґґінс в ролі Гаміша й актора «Квиткової каси», Кріс Еджерлі в ролі Оуена, «Belle and Sebastian» — виконавці пісень |                    |                                                                                            |                      |                                              |                         |           |                      |
| 759 | 9                  | «Murder, She Boat» «Вона перевезла по воді вбивство»                                       | Кріс Клементс        | Броті Ґупта                                  | 17 грудня 2023          | 35ABF04   | 2,08                 |
| Ліса повинна розгадати таємницю закритого поп-культурного сімейного круїза, коли фігурку продавця коміксів за мільйон доларів «убивають». Якраз перед вбивством Барт публічно протистояв Джеффу, що зробило його головним підозрюваним… Запрошені зірки: Моріс ЛаМарш в ролі косплеєра Гедоніст-бота, Тайка Вайтіті в ролі самого себе |                    |                                                                                            |                      |                                              |                         |           |                      |
| 760 | 10                 | «Do the Wrong Thing» «Роби як не треба»                                                    | Роб Олівер           | Джоел Коен                                   | 24 грудня 2023          | 35ABF01   | 6,27                 |
| Гомер і Барт стають королями видів спорту для синіх комірців, але Мардж підозрює щось нечесне в основі їхніх стосунків між батьком і сином. Тим часом Ліса намагається потрапити до літнього табору. Запрошені зірки: Ден Патрік в ролі коментатора пускання млинчиків по воді, Кен Маріно в ролі декана Белічика |                    |                                                                                            |                      |                                              |                         |           |                      |
| 761 | 11                 | «Frinkenstein's Monster» «Потвора Фрінкенштейна»                                           | Стівен Дін Мур       | Джоел Коен                                   | 18 лютого 2024          | 35ABF03   | 0,76                 |
| Професор Фрінк таємно допомагає Гомеру за допомогою ZOOM-інтерв'ю отримати високу посаду на сучасній атомній станції в Шелбівілі. Однак, оскільки Гомерові не вистачає навичок для фактичного виконання роботи, Фрінку і надалі доводиться дистанційно стежити за ситуацією на роботі Гомера і диктувати йому кожне слово через окуляри із «підслушкою». В результаті Гомер знехтувано використовує розумні терміни в поєднанні зі звичною поведінкою. Це змушує Фрінка боятися, що він створив монстра… Запрошені зірки: Аманда Сайфред в ролі докторки Спайвак                   |                    |                                                                                            |                      |                                              |                         |           |                      |
| 762 | 12                 | «Lisa Gets an F1» «Ліса отримує „Формулу-1“»                                               | Тімоті Бейлі         | Раян Кох                                     | 25 лютого 2024          | 35ABF05   | 0,87                 |
| Лісі страшно від жахливого водіння Гомера. Щоб впоратися із тривогою, терапевтка радить дівчинці подивитися страху у вічі — стати гонщицею картингу. Ліса стає професіоналкою, і Гомерові самому страшно від цього небезпечного виду спорту. Тим часом Барт зближується із багатим конкурентом Ліси. Запрошені зірки: Рейчел Блум в ролі терапевтки Анет, Метт Беррі в ролі Честера Арбордея |                    |                                                                                            |                      |                                              |                         |           |                      |
| 763 | 13                 | «Clan of the Cave Mom» «Клан печерної мами»                                                | Роб Олівер           | Браян Келлі                                  | 24 березня 2024         | 35ABF06   | 0,69                 |
| Критика Луан ван Гутен у бік поганого впливу Барта змушує Мардж розпочати боротьбу з конкуренткою. 20 тисяч років тому схожу боротьбу за виживання не на життя, а на смерть, переживала печерна мама (Мардж) проти синьоволосого вовка. Запрошені зірки: Керрі Вашингтон в ролі Рейшел Пейтон |                    |                                                                                            |                      |                                              |                         |           |                      |
| 764 | 14                 | «Night of the Living Wage» «Ніч живих зарплат»                                             | Кріс Клементс        | Сезар Мезаріегос                             | 7 квітня 2024           | 35ABF07   | 0,83                 |
| Сніжок V калічить чужу курку. Щоб оплатити рахунок за лікування, Мардж влаштовується на роботу в ресторан-привид з високим тиском. Однак, коли вона намагається заснувати профспілку, то зустрічається зі спротивом керівництва. Тим часом Гомер з дітьми використовують мобільний застосунок ресторана, де працює Мардж, а їй брешуть, що спільно готували вечерю. Запрошені зірки: Джейсон Мандзукас в ролі Фінна Бон Іде |                    |                                                                                            |                      |                                              |                         |           |                      |
| 765 | 15                 | «Cremains of the Day» «Прах кремованого дня»                                               | Ґабріель ДеФранческо | Джон Фрінк                                   | 21 квітня 2024          | 35ABF09   | 0,97                 |
| Коли Леррі, завсідник таверни Мо, помирає, Гомер і хлопці з бару дізнаються, що Леррі завжди вважав їх своїми найкращими друзями. Відчувши провину, що насправді це так не було, чоловіки вирушають у подорож, щоб розвіяти попіл Леррі… Запрошені зірки: Джо Мантенья в ролі Жирного Тоні |                    |                                                                                            |                      |                                              |                         |           |                      |
| 766 | 16                 | «The Tell-Tale Pants» «Штани виказали»                                                     | Стівен Дін Мур       | Ел Джін                                      | 5 травня 2024           | 35ABF10   | 0,85                 |
| Продавши, як виявилося, рідкісні штани Гомера, Мардж отримує дивовижний прибуток. Однак, розгнівавшись на Гомера, таємно витрачає гроші на себе купивши дорогий перстень. Запрошені зірки: Кіпп Леннон — виконавець пісні |                    |                                                                                            |                      |                                              |                         |           |                      |
| 767 | 17                 | «The Tipping Point» «Чайовий момент»                                                       | Метью Настюк         | Дж. Стюарт Бернс                             | 12 травня 2024          | 35ABF11   | 0,72                 |
| Коли Гомер випадково дав «на чай» 10 тисяч доларів, його охоплює визнання. Гомер стає залежним від давання чайових… Запрошені зірки: Одрі Труллінгер у ролі Інги, Кайл Гордон і Кріссі Поланд у ролі самих себе |                    |                                                                                            |                      |                                              |                         |           |                      |
| 768 | 18                 | «Bart's Brain» «Мозок Барта»                                                               | Майкл Полчіно        | Ден Веббер                                   | 19 травня 2024          | 35ABF12   | 0,62                 |
| Барт купує в Германа мозок у банці. Після низки витівок у школі як покарання і частина шкільного проєкта хлопчик змушений спостерігати за мозком. Згодом мозок стає для Барта другом, що викликає осуд і відразу в оточуючих. Запрошені зірки: Меган Маллаллі в ролі Сари Віґґам, Керрі Вашингтон в ролі міс Пейтон |                    |                                                                                            |                      |                                              |                         |           |                      |